# Žito seté
Žito seté (Secale cereale) je obilnina z čeledi lipnicovitých (Poaceae). Staroslověnský název žita je rež. Je pěstováno zejména ve východní, střední a severní Evropě. Na tato místa se žito dostalo spolu se Slovany, když končila doba bronzová. Zmínky sahají až do dob Plinia.

## Popis
Je to jednoletá nebo dvouletá obilovina, která dorůstá výšky 60 až 150 cm. Ve výjimečných případech dosahuje výšky až 2 m.
Stébla jsou trsnatá, přímá, lysá a nahoře jsou pýřitá. Stébla mají 3–6 kolének, které rozdělují stéblo na jednotlivé články (internodia).
Pochvy listu jsou úzké, lysé a hnědočervené, protože jsou zbarveny antokyany. Jazýček je velmi krátký (1 mm), uťatý a jemně zoubkovaný. Ouška jsou malá, lysá a bíle zbarvena. Čepele jsou ploché a mají na líci slabě drsný povrch a bývají pokryty krátkými chloupky.
Květenství se nazývá lichoklas, který je podlouhle čárkovitý, čtyřhranný a zploštělý. Klásky rostou jednotlivě a jsou ploše přimáčknuté. Jsou složeny ze dvou až tří květů. Vrcholový klásek je zcela zakrnělý. Plevy jsou čárkovitě šídlovité, jednožilné a na ostrém kýlu jsou drsné. Kvítky jsou chráněny velkou, kýlnatou a hřebínkatě brvitou pluchou. Pluchy jsou úzké a vybíhají v silnou, drsnou a 2 až 5 cm dlouhou osinu. Mezi pluškou a pluchou jsou dvě brvité a dužnaté pleny, které objímají pestík s dlouhými bliznami. Okolo pestíku jsou tři tyčinky.

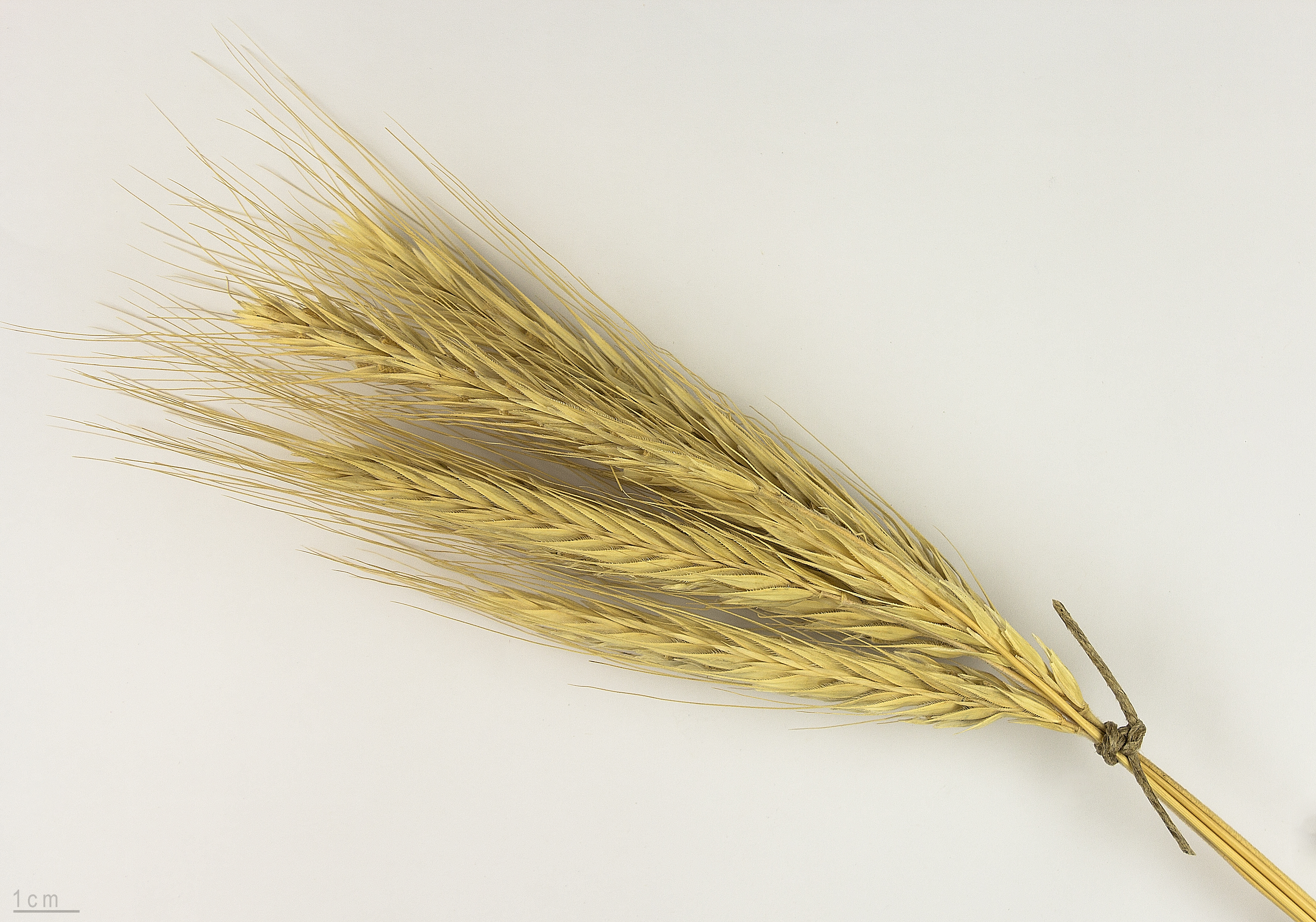
Secale cereale

Plodem je obilka. Obilky jsou neokoralé, nahé a jsou zelené nebo modrozelené.
Klíček má 4 kořínky. Žito je cizosprašná rostlina. Doba květu se pohybuje okolo 7 až 12 dní.

## Pěstování

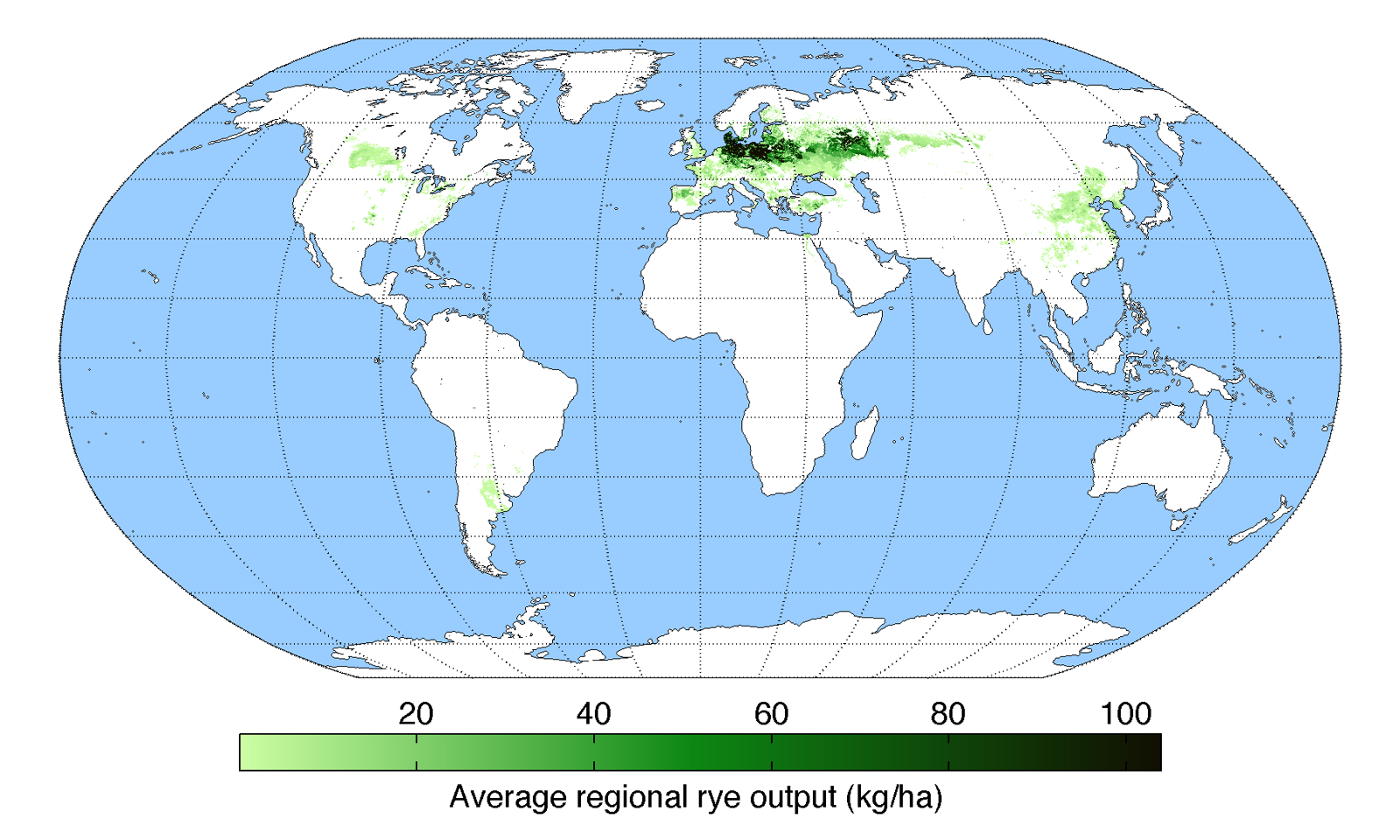
Mapa pěstování žita

Žito se vyskytuje ve formě ozimé a jarní. V zemědělství je upřednostňována forma ozimá. Je důležité, aby obilky neobsahovaly námel, který je jedovatý. Tato obilovina je nenáročná na přírodní podmínky. Žito odnožuje brzy na podzim. V České republice se žito vysévá od září až do poloviny října. Teplota, při které žito klíčí, se pohybuje okolo 1–2 °C. Vysévá se do písčitohlinité a hlinitopísčité půdy. Nejčastěji se pěstuje v horách v podzolových půdách – překoná i mírnou kyselost půdy. Co se týče doby kvetení, jsou nejvhodnější mírné a vlhké podmínky. Za jiných podmínek dochází například k odplavení pylu nebo nevyklíčí pylová láčka.

## Využití
Žito je v Česku pěstováno téměř výhradně pro využití v potravinářství. Pouze část produkce, která nedosahuje požadované kvality je zkrmována.
- Většina v Česku pěstovaného žita je určena pro výrobu pekařského kvasu pro kypření a okyselení žitného, žitno-pšeničného a pšenično-žitného chleba.[6]
- V potravinářském průmyslu se dále používá k výrobě žitného perníku, kávových náhražek (žitovka, melta), žitných těstovin, sladové náhražky, alkoholických nápojů (např. whisky, režná), žitného piva (zvláště v Německu, Finsku) či ukrajinského kvasu.
- Výroba škrobu, který má využití v průmyslu.
- Uměle infikované porosty pro pěstování námele pro využití ve farmacii k výrobě léčiv.
- Odpad ze zpracování a zrno, které nedosahuje potravinářské kvality, slouží ke krmení hospodářských zvířat a zimnímu přikrmování zvěře. Žitem a žitnými výrobky by se neměla krmit drůbež, neboť je pro ni žito těžko stravitelné a kuřatům či krůťatům často způsobuje zažívací obtíže.
- Využití slámy – rohožky, došky nebo jako podestýlka, vycpávání. Žitná sláma je dlouhá a pevná, takže se tradičně preferovala v rukodělné výrobě. Výborně se hodí k pletení ošatek, zhotovování vánočních ozdob apod. Než byly nahrazeny plastovými brčky, vyráběly se ze žitné slámy slámky.
- Ozimé zelené hnojení při pěstování zeleniny (na rozdíl od řepky nebo hořčice žito není příbuzné s žádnou zeleninou).[7]

## Výživa a obsahové látky
Obilky žita obsahují asi 70 % sacharidů, 9–15 % bílkovin, 1,5 % tuků, minerální látky. Žito obsahuje rozpustnou vlákninu, která dokáže vázat množství vody a tím chrání sliznici střev. Významné minerální látky obsažené v žitě jsou vápník, draslík a fosfor, které mají význam pro zdravý vývoj kostí, železo – podporující krvetvorbu, síra, fluor a hořčík – na posílení imunity.

## Výskyt

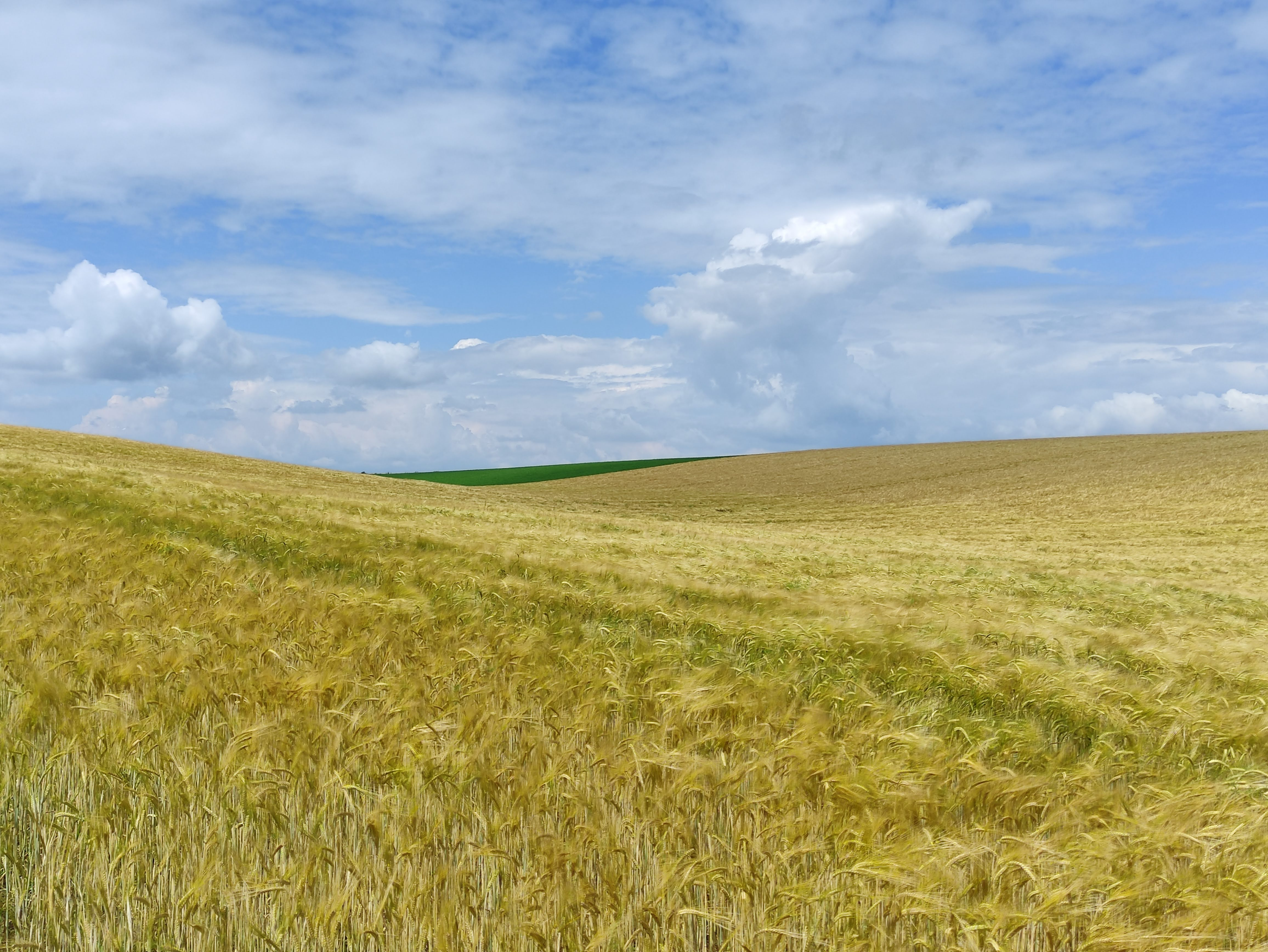
Pole žita v oblasti přírodního parku Džbán

Pro žito jsou vhodnější vyšší polohy, a proto se pěstuje především v severní a střední Evropě a také v Asii. Pěstuje se v jihozápadním Kapsku a v Severní Americe, ačkoliv pěstování mimo Evropu není zcela běžné. Žito se v České republice nejvíce vyskytuje v jižních, východních a západních Čechách a to hlavně v jejich podhorských oblastech.

## Příbuzné druhy
- Secale montanum a Secale kuprijanov – Tyto druhy jsou plané, vytrvalé a silně odnožující. Klas je řídký a lámavý. Délka klasu je do 20 cm. Zrno je drobné. Tyto druhy se využívají ke křížení s pšenicí a odrůdami kulturního žita.[2]
- Secale cereale var. multicaule (Trsnaté žito, křibice) – Dříve se pěstoval především na Valašsku a byl nazýván lesní žito, svatojánské žito, křibice, škřípice, jánské žito aj. Typické je bohaté olistění, silné odnožování, delší vegetační doba, drobná zrna. Trsnaté žito bylo používáno ke šlechtění žita.[10]

## Odrůdy žita
- České žito. Klas je jehlancovitý. Zrno má tenkou slupku a je šedozelené. Toto je nejvýnosnější a nejrozšířenější odrůda.
- Stupické S II. Klas je jehlancovitý. Zrno je šedozelené až žlutavě šedozelené. Po Českém žitu je druhou nejrozšířenější odrůdou.
- Další odrůdy žita v ČR: Chlumecké, Ratbořské, Těšovské, Víglašské, Zenit, Těšovské jarní.[2]